# Eliza Roberts
Eliza Roberts (geboren als Elizabeth Garrett) ist eine US-amerikanische Schauspielerin.

## Leben
Sie debütierte als Eliza Garrett in einer größeren Rolle in der 1973 produzierten Komödie Schlock – Das Bananenmonster. In der Komödie Ich glaub’ mich tritt ein Pferd spielte sie an der Seite von John Belushi, Tom Hulce und Karen Allen.
Nach der Scheidung von James Simons, mit dem sie zwei Kinder hat, heiratete sie im Jahr 1992 den Schauspieler Eric Roberts. Neben ihm trat sie in einigen späteren Filmen auf, dazu gehören der Thriller Im Fokus – Tödliche Ekstase und der Actionfilm False Pretense – Der Schein trügt, in dem sie die Hauptrolle der Polizistin Maggie Furness spielte. Im Actionfilm Todeskommando Weißes Haus spielte sie die Stabschefin Donaldson; in den anderen Rollen traten Eric Roberts, Ice-T und Michael Madsen auf.
Sie ist Schwägerin von Julia Roberts und Lisa Roberts Gillan sowie die Stiefmutter von Emma Roberts.

## Filmografie (Auswahl)
- 1973: Schlock – Das Bananenmonster (Schlock)
- 1978: Ich glaub’ mich tritt ein Pferd (Animal House)
- 1985: Geliebter einer Ehefrau (Obsessed with a Married Woman)
- 1987: Little Miss Perfect
- 1994: Im Fokus – Tödliche Ekstase (Love Is a Gun)
- 1995: Kicking and Screaming
- 1998: False Pretense – Der Schein trügt (Dead End)
- 1998: Todesschwadron aus der Zukunft (Past Perfect)
- 2000: Todeskommando Weißes Haus (The Alternate)
- 2001: Flug 534 – Tod über den Wolken (Rough Air: Danger on Flight 534)
- 2004: Killer Weekend
- 2010: First Dog – Zurück nach Hause (First Dog)